# Сады Марагаля
41°22′02″ с. ш. 2°09′25″ в. д.

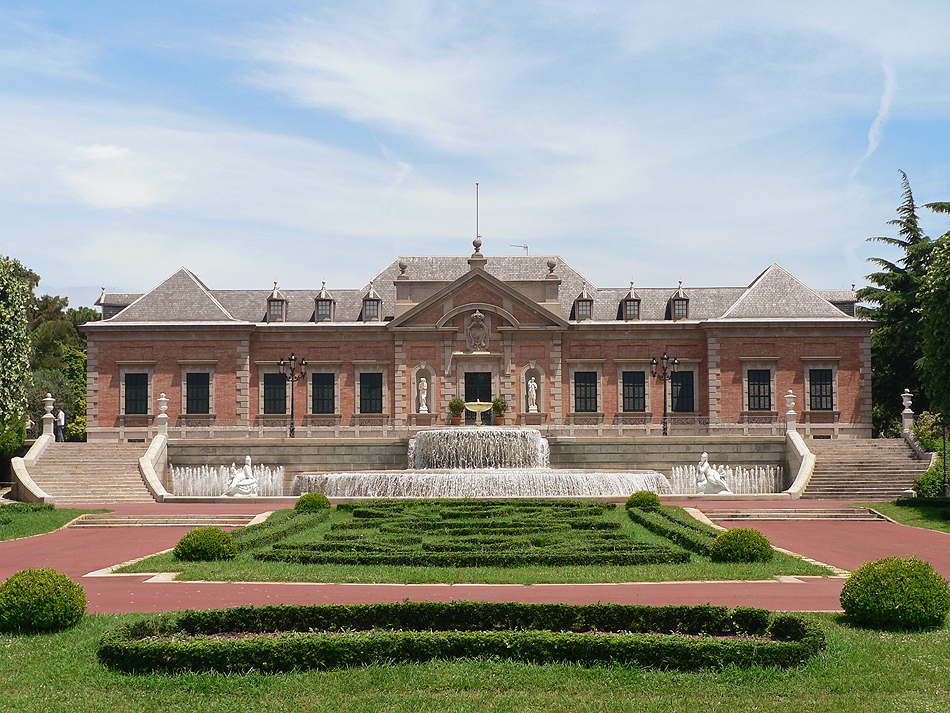
Сады Марагаля

Сады Марагаля (исп. Jardines de Joan Maragall) располагаются на горе Монжуик в Барселоне между Олимпийским стадионом и Национальным дворцом и окружают Дворец Альбенис — действующую резиденцию испанской королевской семьи. Занимают площадь 3,6 га. Названы в честь поэта Хуана Марагаля.

## История садов Марагаля
Парк создавали специально для размещения резиденции испанских королей в Барселоне ещё в конце 19 века. Однако именно 1929 год стал переломным в создании садов: именно тогда они были избраны местом проведения Всемирной выставки.

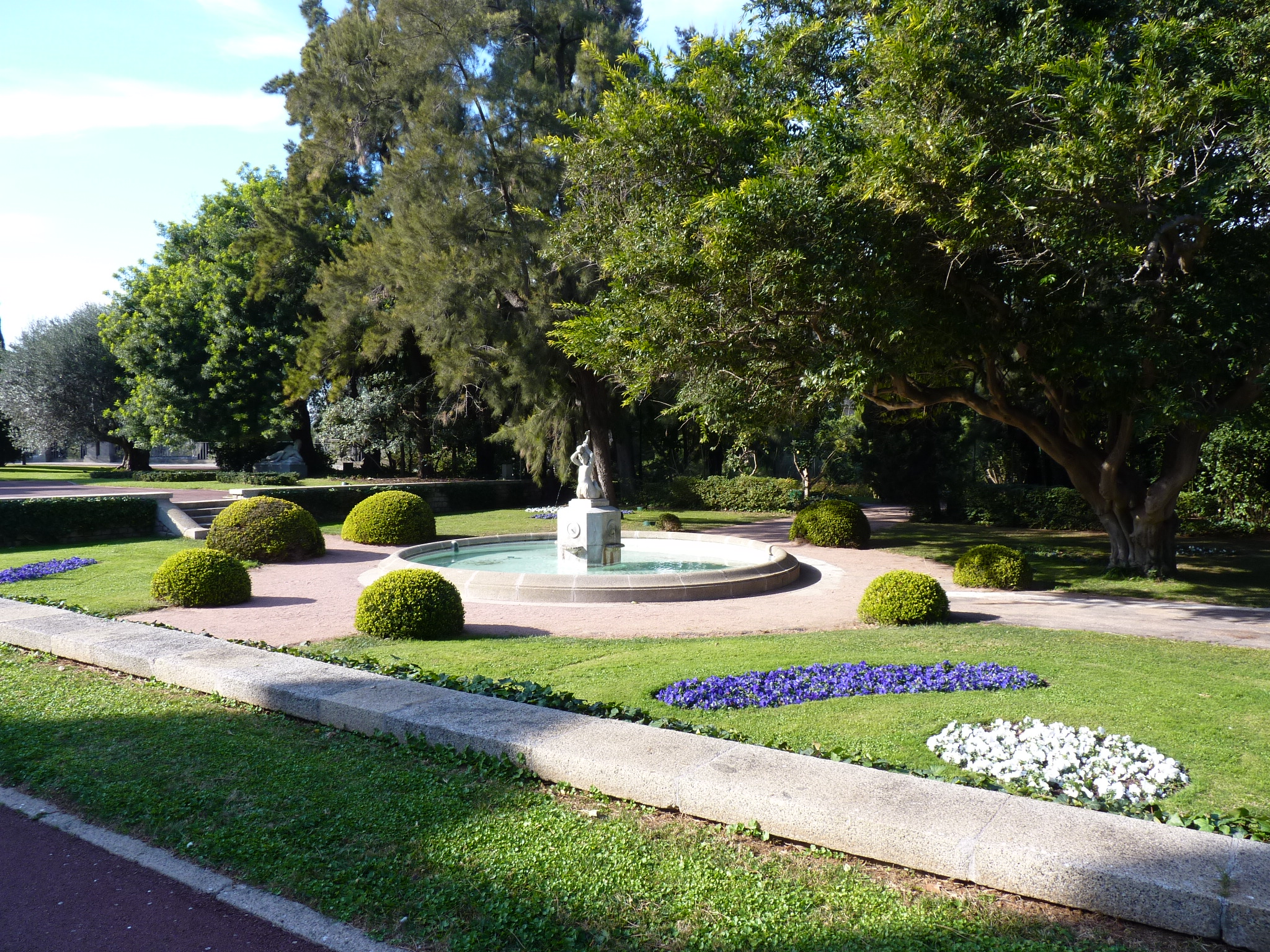
Сады Марагаля

В 1920-е годы в садах появился дворец, который впоследствии назвали Альбенис в честь музыканта Исаака Альбениса, а также большинство фонтанов и деревьев.
В 1950-70-е годы парк Марагаля пополнился тридцатью двумя скульптурами, которые были выполнены тридцатью двумя разными мастерами.
Ныне в садах останавливается королевская семья в ходе своих визитов в Барселону. В такие дни сад закрыт для посещения. В остальное же время он работает по выходным с 10 до 15 часов.

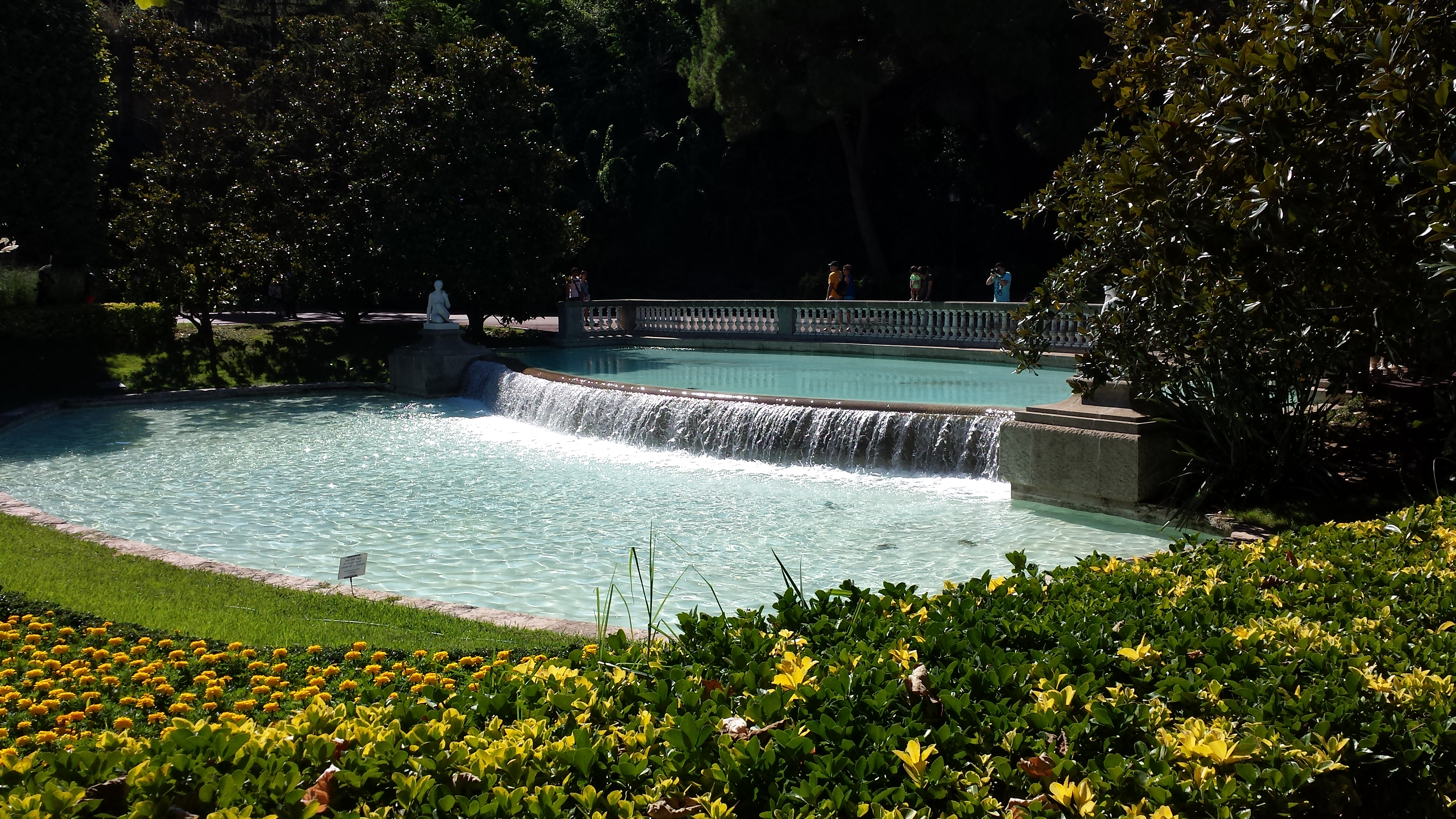
Сады Марагаля

## Скульптуры парка Марагаля

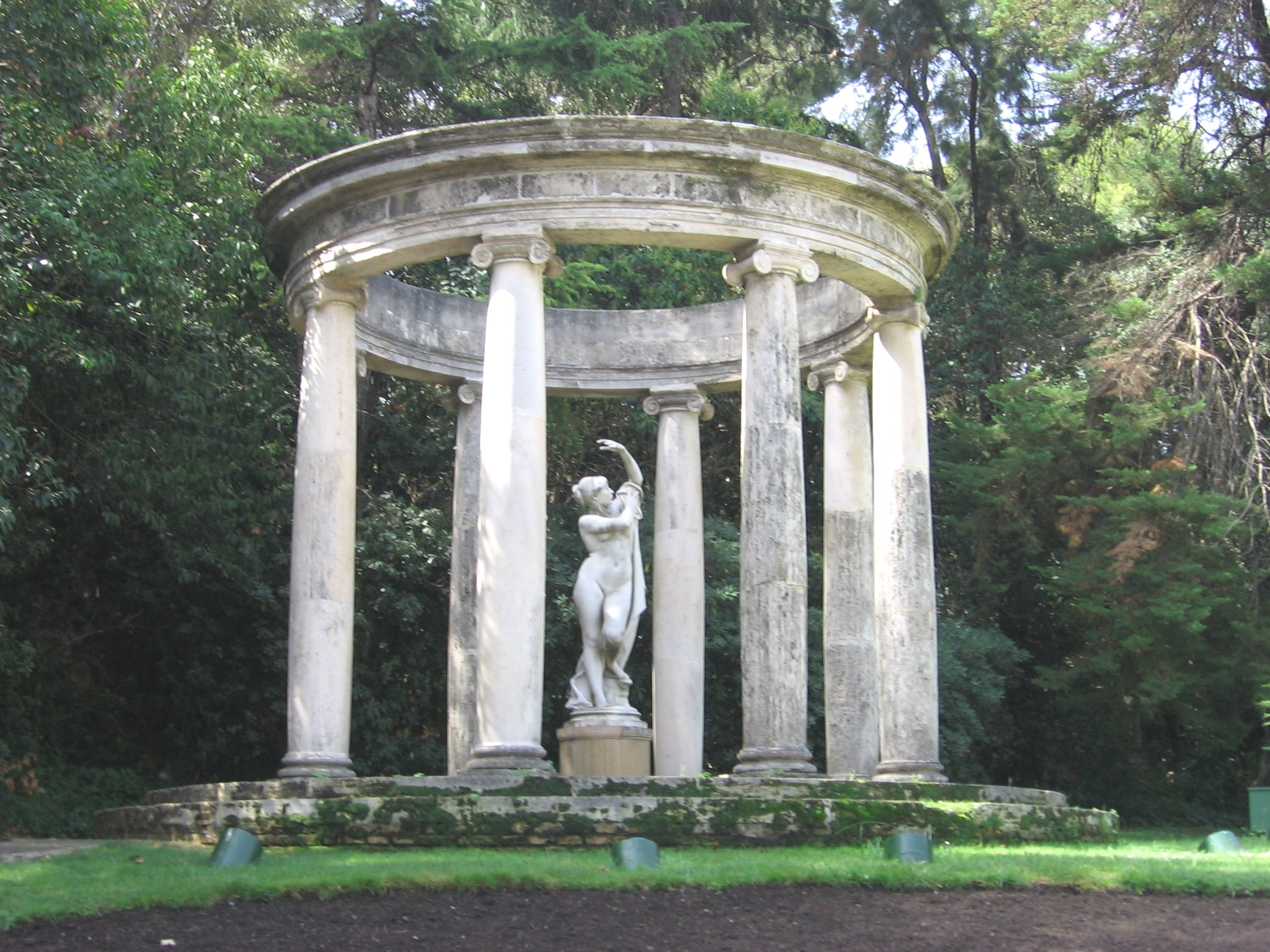
Сусанна в ванной

Среди наиболее примечательных скульптур парка можно отметить следующие:
- Купание Сусанны (Теофиль Баррау и Виктор Эжен);
- Сирена в каменной беседке (Пилар Франсечем);
- Водонос (Луи Савенгау);
- Олень (Фредерик Маре);
- Лежащая женщина (Энрике Моньо);
- Женщина с младенцами (Луиза Гранеро);
- Четыре ангела (Луиза де Гранеро);
- Обнажённый в пруду (Антонио Касамор);
- Обнажённая женщина (Евлалия Фабрегас Сентменат);

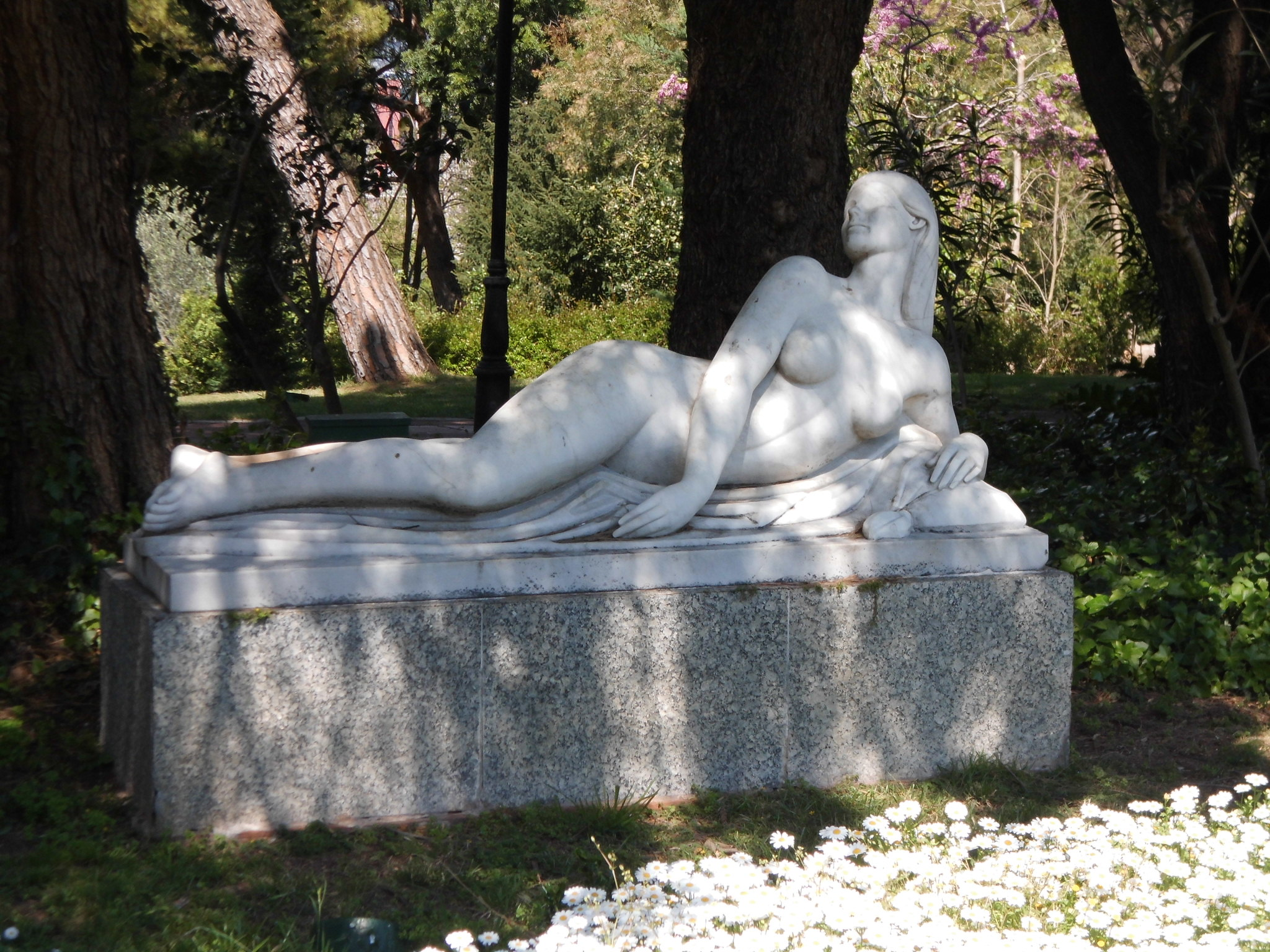
Дона

- Женщины в водопаде (Евлалия Фабрегас Сентменат);
- Лежащая девушка (Хуан Ребуль);
- Аллегория сарданы (Эрнест Марагаль);
- Женская фигура (Хуан Боррель);
- Осень (Хуан Боррель);
- Два льва (Венанси Вальмитьянна);
- Два тритона (Хосеп Виладомат);
- Девушка в купальной шапочке (Мариф Тей).